# Explosion Museum

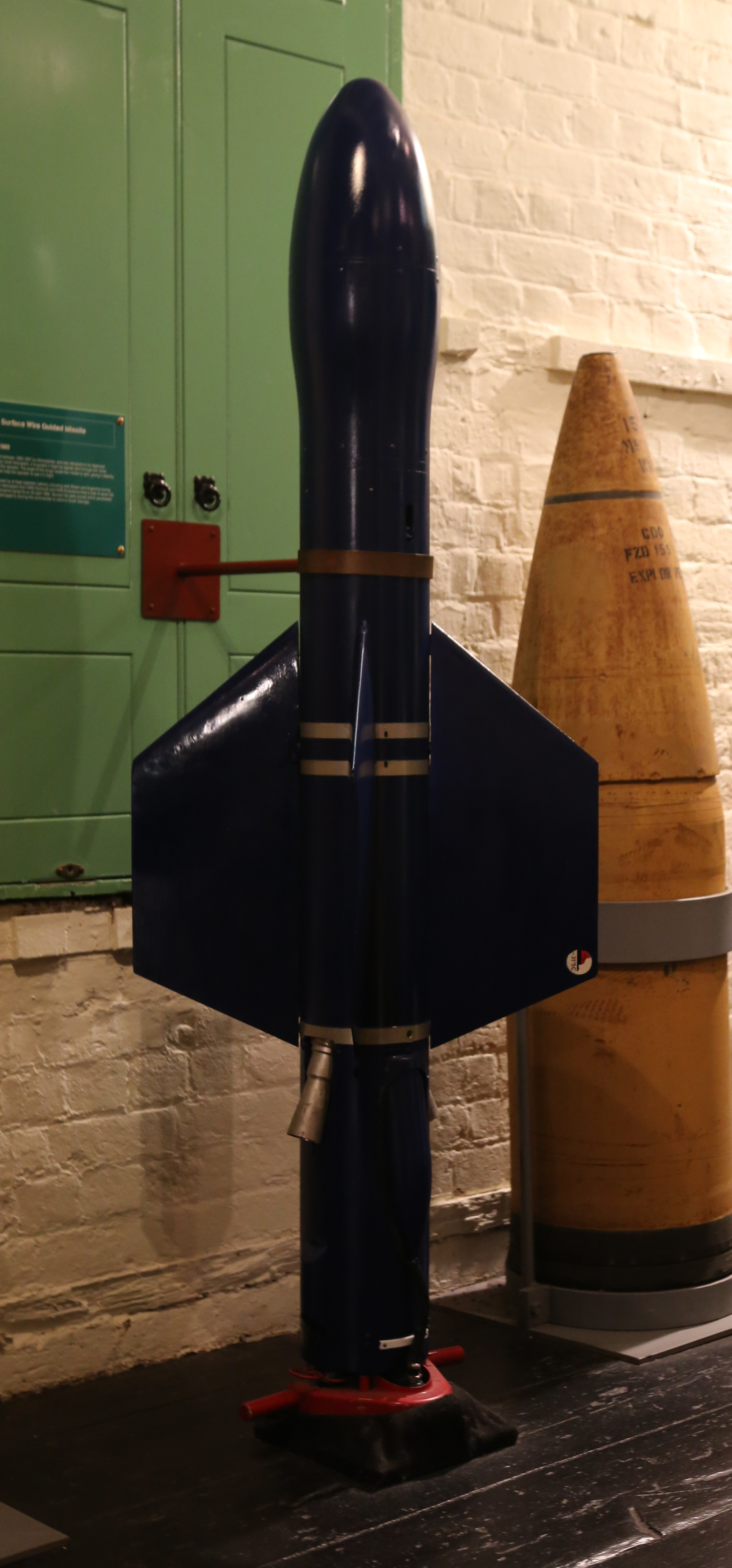
Drahtgelenkter Seezielflugkörper AS.12, ca. 1980

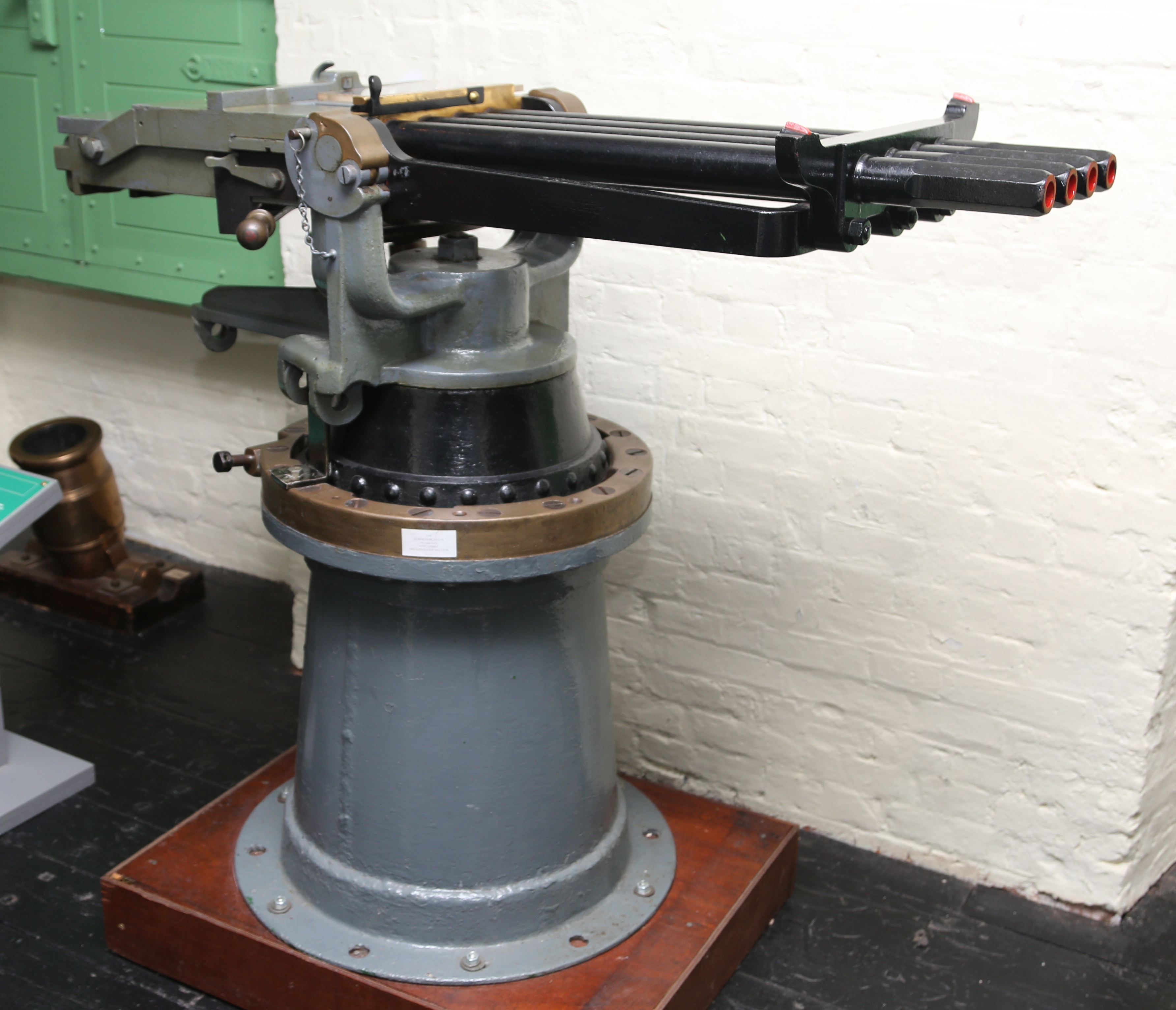
Vierlings-Schiffsgeschütz, ca. 1880

Das Explosion Museum (Eigenbezeichnung auch: Explosion! Museum of Naval Firepower, deutsch „Explosion! Museum der Feuerkraft der Marine“) in der südenglischen Hafenstadt Gosport (nahe Portsmouth) illustriert anhand von eindrucksvollen Original-Exponaten und Nachbildungen, an die der Besucher selbst Hand anlegen darf, die Geschichte der maritimen Waffentechnik.
Es ist Teil des National Museum of the Royal Navy und hat seinen Sitz im ehemaligen Arsenal der Königlichen Marine (englisch Royal Naval Armaments Depot, kurz RNAD) von Priddy’s Hard, auf der Portsmouth gegenüberliegenden Seite des Hafens. Das Museum ist von April bis Oktober täglich von 10 bis 17 Uhr geöffnet.